# Reiterhaus

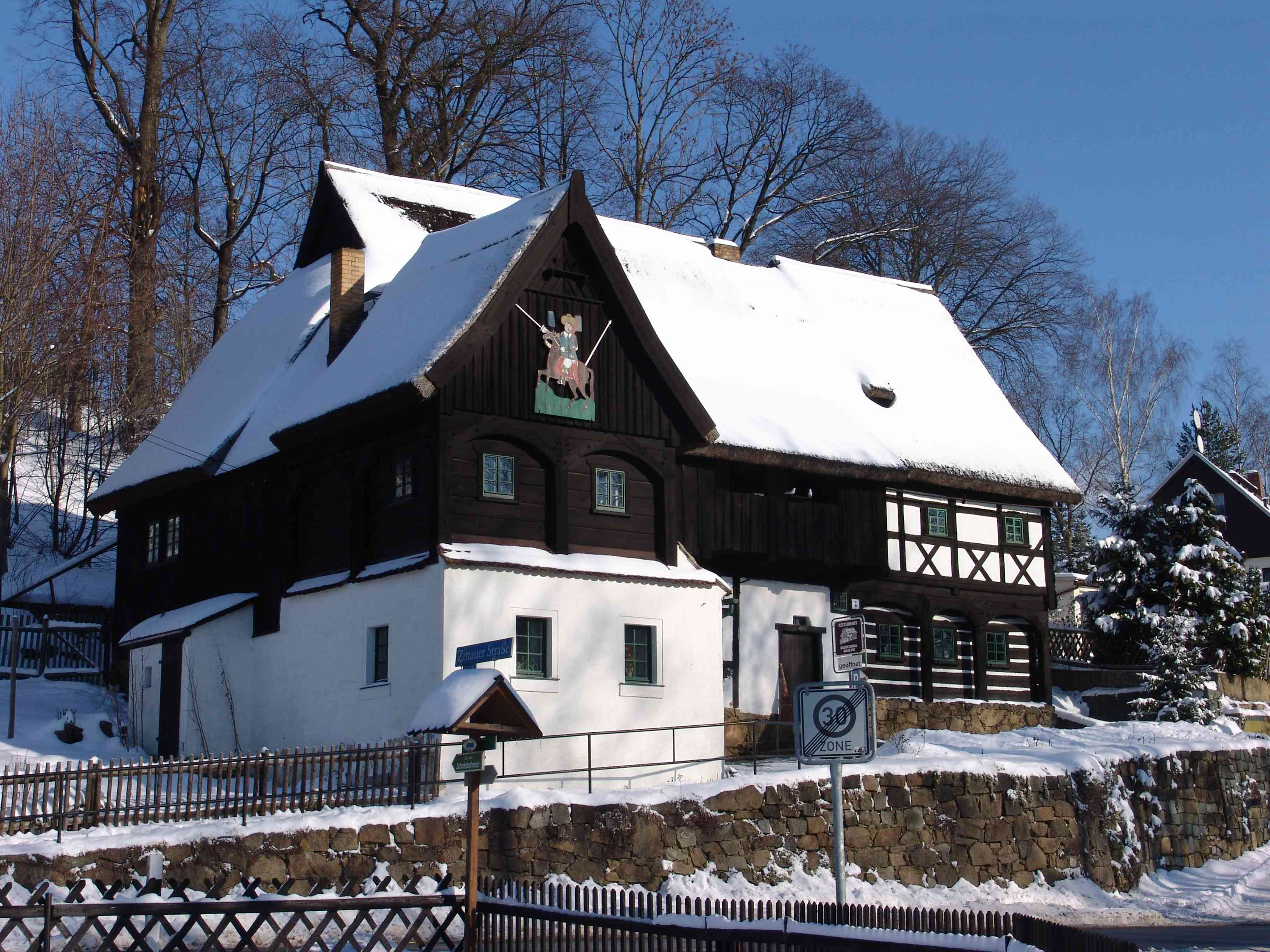
Reiterhaus

Das Reiterhaus ist ein Baudenkmal und Heimatmuseum an der Bundesstraße 96 in Neusalza-Spremberg, das vor 1660 als Kleinbauernhaus in Umgebindebauweise errichtet und mit dem Westflügel (auch Reiterflügel genannt) vor 1800 ergänzt wurde. Es ist damit eines der ältesten und zudem malerischsten Umgebindehäuser im Gebiet der Oberlausitz. Seinen Namen verdankt das Haus der bunten hölzernen Reiterfigur am Giebel des Westflügels.

## Geschichte
Um 1660 wurde das Haus für einen Kleinbauern erbaut. In der Nähe des geschichtsträchtigen Gebäudes wurde der berühmteste Sohn der Stadt Johann George Schreiber 1676 geboren. Im Jahr 1720 fand ein beurkundeter Besitzerwechsel des Reiterhauses statt.
Um 1760 wurde das Umgebinde der Blockstube an Giebel und der straßenseitigen Traufseite umgebaut.
Vor 1800 erfolgte der westseitige Anbau, evtl. als Doppelumgebinde, wohl aber mit Mauerwerk im Erdgeschoss und Umgebinde im Obergeschoss.
1847 erfolgte ein weiterer Umbau ohne nähere Angaben.

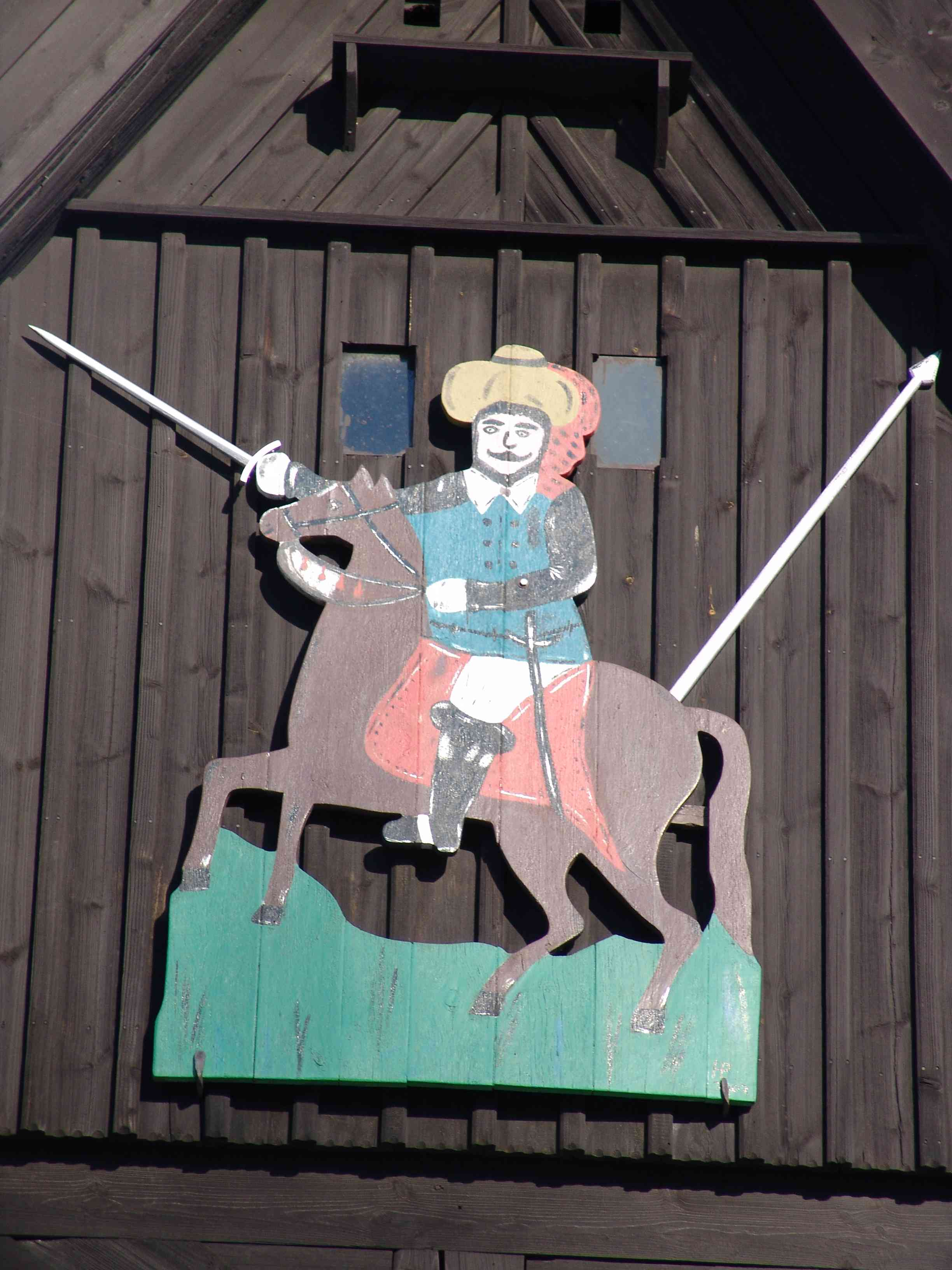
Reiterbild

1874 wurde die hölzerne Reiterfigur am Giebel des Westflügels angebracht. Diese brachte die 20-jährige Haustochter (Christiane Louise Schniebs) als Siegespreis von einem Ritterstechen in Lauba heim, einem weit verbreiteten Kirmesvergnügen der weiblichen Jugend zu jener Zeit.
Der Stadtrat schlug 1928 vor das bauhistorisch wertvolle Gebäude zu sichern.
Bereits 1938 wurde das Gebäude als „Kunst- und Kulturdenkmal“ in die Landesdenkmalliste aufgenommen.
Die Stadt kaufte das Reiterhaus 1939 nach mühevollen Verhandlungen von der Erbengemeinschaft und veranlasste noch im selben Jahr die Neueindeckung mit Stroh. In den Jahren 1944 bis 1954 wurde das Haus von mehreren Familien als Notquartier bewohnt, des Weiteren war ein Schornsteinumbau im Haupthaus erforderlich. In folgenden Jahren wurde die Wohnung im Westflügel saniert, der Blockstubenteil erneuert und die Stützmauer am Hang hinter dem Gebäude  angelegt. Das Reiterhaus diente nach völliger Instandsetzung 1961 bis 1963 wieder Wohnzwecken, während im Hauptbau ein Heimatmuseum eingerichtet wurde.
1993 wurde die Blockstube im Haupthaus saniert und 1997 das Gebäude erneut mit Reet eingedeckt.

## Museum
Im Museum wird die spezielle Bauweise in Schrift und Bildmaterial detailliert dargestellt sowie vom alltäglichen Leben der Kleinbauern, Hausweber und Handwerker des 19. Jahrhunderts in der Oberlausitz berichtet. Dazu werden originale Einrichtungsgegenstände und Arbeitsgeräte in mehreren Räumen ausgestellt, unter anderem am Beispiel einer Wohn- und Weberstube mit Gerätschaften für die typische Hausweberei der Region (z. B. eines Handwebstuhles), einer Schusterstube, einer Schlafkammer und eines Hausflurs.
In zwei Räumen des Westflügels werden Sonderausstellungen von Künstlern, Sammlern und Fotografen der Region gezeigt.